# 피론주의
피론주의 또는 피론 회의주의는 기원후 2세기 후기 또는 3세기 초 섹스투스 엠피리쿠스가 기록한 게 남았고, 기원전 1세기 아이네시데모스가 설립한 회의주의 학파다. 이는 기원전 360년에서 270년 사이 살았던 철학자 피론의 이름을 따서 명명했다. 17세기 동안 용어 사용의 부흥이 일어났다.

## 고대 피론주의
엘리스의 피론은 회의주의 학파를 창설했다고 전해진다. 피론은 인도로 여행하여 나체 수행자들과 공부하고, 모든 것은 확실히 알 수 없다는 개념을 가지고 돌아왔다. 감각은 쉽게 속으며, 이성은 쉽게 욕망에 따른다. 피론주의는 그의 추종자인 아이네시데모스에 의해 기원전 1세기에 창설되었으며, 《수학자에 대해서》를 쓴 섹스투스 엠피리쿠스에 의해 2세반 후기 또는 3세기 전반에 기록되었다.
신 아카데메이아의 아르케실라오스와 카르네아데스는 완전한 진리에 대한 개념을 불확실한 것으로 논박하는 이론적인 관점을 발달시켰다. 카르네아데스는 지식의 완전한 확실성은 불가능하다고 주장하며, 독단주의자, 특히 스토아 학파 지지자들을 비판하였다. 섹스투스 엠피리쿠스는 회의주의적 입장을 발전시켜 경험론적 측면을 지식을 주장하기 위한 기초에 포함시켰다.
아카데메이아 회의주의는 "아무것도 알 수 없다. 심지어 이것마저도."라고 주장한 반면, 확실하지 않은 명제에 대한 어떠한 동의도 유보하고 영원한 탐구의 상태에 머물렀다. 이들은 감각적인 이해나 이성 또는 이 둘의 결합으로 지식을 습득할 가능성을 논박하였다. 피론주의에 따르면, 심지어 모든 것은 알 수 없다는 주장마저도 독단적이다. 그러므로 이들은 자신의 회의주의를 일반적으로 만들려 했으며, 새로운 독단주의에 기반한다는 비난에서 벗어나려고 하였다. 마음의 평온(아타락시아)은 마음의 틀을 수양함으로써 얻어지는 결과이다.
스토아 학파와 에피쿠로스 학파와 같이 개인의 행복이나 만족이 인생의 목표이며, 세 학파의 철학자는 이를 평온이나 무심에 두었다. 피론주의자에 의하면, 이는 욕망이나 고통스러운 노력, 실망으로 바뀌는 것들에 대한 우리의 의견이나 보증되지 않는 판단이다. 이러한 모든 것으로부터 인간은 다른 것에 비해 더 나은 상태를 판단하는 것으로부터 벗어난 자로 인도된다. 완전한 무활동은 죽음과 같기 때문에 회의주의자는 완전한 불확실성에 대한 인식을 유지하면서 일반적인 생활에서는 관심이나 본능을 따른다.

## 같이 보기
- 아이네시데모스
- 회의주의자 아그립파스
- 양보음술
- 부정의 신학
- 아르케실라오스
- 적정주의
- 에포케
- 섹스투스 엠피리쿠스
- 티몬
- 벤슨 메이츠
- 나심 니컬러스 탈레브